# 1991年のテレビ (日本)
1991年のテレビ（1991ねんのテレビ）では、1991年（平成3年）の日本におけるテレビジョン放送全般の動向についてまとめる。

## 番組関係の出来事

### 1月
- 1月3日 - フジテレビ系で、『ちびまる子ちゃん 1周年記念傑作スペシャル』を放送[1]。
- 5日 - よみうりテレビ制作・日本テレビ系で報道番組『ウェークアップ!』が放送開始（ - 2005年3月26日、2005年4月2日より『ウェークアップ!ぷらす』に改題）。
- 6日
  - NHK大河ドラマ第29作『太平記』（真田広之主演）放送開始（ - 12月8日、全49回）。大河ドラマで初めて南北朝時代を取り上げた[2]。
  - 毎日放送制作・TBS系のクイズ番組『クイズ!!ひらめきパスワード』の2代目司会者に俳優の山城新伍が就任、3日の『〜新春スペシャル』から登場（1992年3月の終了まで司会を務めた）。
  - フジテレビ系のミニ紀行・グルメ番組『くいしん坊!万才』の8代目くいしん坊として、俳優の辰巳琢郎がこの日の放送から登場（辰巳は1993年12月29日まで担当[3]）。
- 7日
  - フジテレビ系平日昼枠、前年で終了した『ライオンのいただきます』に代わり、同じ小堺一機司会によるライオン一社提供トーク番組『ライオンのごきげんよう』がこの日から放送開始（ - 2016年3月31日）。
  - フジテレビ系1月期月9ドラマ『東京ラブストーリー』（鈴木保奈美・織田裕二主演）放送開始（ - 3月18日）。小田和正が歌う主題歌『ラブ・ストーリーは突然に』も大ヒットし、また最終回視聴率は32.3%（関東地区、ビデオリサーチ調べ）を記録。
- 17日 - 日本時間のこの日、イラクで湾岸戦争が勃発。NHK・民放各局はこの日、一部を除き大部分の番組を休止し、報道特別番組を放送した。NHKでは開戦からの1週間で100時間近く放送、大相撲中継が一時教育テレビに移行する措置が採られた[4]。そんな中、テレビ東京は「楽しいムーミン一家」などのアニメ番組を通常放送。結果18.7%という高視聴率（関東地区、ビデオリサーチ調べ）をたたき出した。

### 2月
- 15日 - 日本時間の20時30分頃、イラクが条件付きでクウェートからの撤退を表明したことで、NHKや民放各局で急遽報道特別番組を放送した[5]。

### 3月
- 20日 - NHK総合で1969年（昭和44年）から続いたクイズ・ゲーム番組『連想ゲーム』が終了、22年の歴史に幕[6]。
- 22日 - NHK総合で、『NHKスペシャル—テレビは戦争をどう伝えたか』を放送。湾岸戦争の報道を検証した[7][8]。
- 25日 - テレビ朝日系の討論バラエティ番組『どーする?!TVタックル』の司会を務めていた関口宏がこの日の放送で降板、翌週4月1日から関口と共に司会を務めていたビートたけしの冠番組『ビートたけしのTVタックル』としてリニューアル）。
- 28日 - フジテレビ系の報道番組『FNNスピーク』のメインキャスターの露木茂アナウンサーが卒業（後述の『FNN World Uplink』キャスター就任に伴う）[注 1]。
- 29日
  - NHK
    - 総合テレビで20年以上放送された番組で『連想ゲーム』に続き、1970年（昭和45年）から続いた平日昼のバラエティ番組『ひるのプレゼント』が終了、21年の歴史に幕[9]。
    - 教育テレビでは、1978年（昭和53年）から続いた『テレビコラム』が終了[10]。
- 30日 - TBS系『クイズダービー』の出題者・小池達子がこの日の放送を最後に退任[注 2]。
- 31日
  - フジテレビの土曜深夜の生放送番組『オールナイトフジ』がこの日（30日深夜）で終了。
  - 関西テレビで1978年（昭和53年）から続いた上岡龍太郎の司会によるトーク・ゲームバラエティ番組『花の新婚!カンピューター作戦』が終了、12年半の歴史に幕。

### 4月
- 1日
  - NHK、平成3年度の新年度編成を開始。
    - 平成3年度連続テレビ小説『君の名は』（菊田一夫原作、鈴木京香・倉田てつを主演）放送開始（ - 1992年3月）。なお、この年は連続テレビ小説放送開始から30周年にあたる。
    - 総合テレビでは『ひるのプレゼント』の後継番組として、日本各地からの生中継による紀行番組『ひるどき日本列島』が放送開始（ - 2004年3月26日）。
    - 教育テレビでは、子供向け料理番組『ひとりでできるもん!』が放送開始（ - 2006年3月31日）。更に、前月の21日に全国で音声多重放送が行われる様になった[11]のを受け、前年10月1日の東名阪での最初の同放送の開始時に続き、更に一部の番組に於いて同放送番組を開始する[12]。

  - 民放各局でも、情報・報道番組の大幅改正・リニューアルが行われた。
    - TBS系では、まず早朝に『JNNニュースコール』が14年半ぶりに再開[13]。司会は平日版を同局の柴田秀一アナウンサーとフリーアナウンサーの山岡三子が月曜日から水曜日を、同局報道局社会部記者の松原耕二と小笠原保子アナウンサーが木曜日と金曜日を、スポーツコーナーを中村秀昭、お天気を有村美香両アナウンサーがそれぞれ担当。週末版は松永邦久、神津栄子両アナウンサーが担当。『モーニングEye』は新アシスタントに渡辺真理アナウンサー（当時）が登板。『筑紫哲也 NEWS23』は第2部キャスターに三崎由紀が、スポーツコーナーに木村美穂（現・阿佐ヶ谷姉妹[要出典]）がそれぞれ登板。
    - フジテレビ系、『おはよう!ナイスデイ』は司会が同局の川端健嗣、八木亜希子両アナウンサーが担当。『FNNスピーク』は（月〜木）担当のメインが野間脩平。（金）担当は山中秀樹、松尾紀子両アナウンサーが担当。『FNNスーパータイム』は（平日）担当のアンカーマンを黒岩祐治、（休日）担当のアンカーマンを小林穂波両キャスターがそれぞれ担当。『FNN NEWSCOM』は（平日）のアシスタントをフリーアナウンサーの長谷部真理子が、（休日）の司会を同局の増田明男アナウンサーがそれぞれ担当。『プロ野球ニュース』はアシスタントがフリーアナウンサーの石川小百合に交代。
    - テレビ朝日系、まず『CNNデイブレイク』は『CNNモーニング』と統合し5:30スタートの90分番組となり新たに情報デスクとして薬師寺広が加入。『モーニングショー』は司会に渡辺宜嗣アナウンサーとタレントのロザンナ・ザンボンが新加入。お昼12時台にはワイドショー『森田健作の熱血テレビ』が放送開始[13]。司会は俳優の森田健作とタレントの藤岡久美子が務めた。夕方6時台にはニュース番組『ステーションEYE』が放送開始[13]。初代キャスターは内田忠男と前番組より山上万恵美。スポーツコーナーを松井康真アナウンサー。お天気コーナーを前番組より田中滋実アナウンサーがそれぞれ担当（末期は17時58分開始として2分拡大、 - 1997年9月28日）。『ニュースステーション』はスポーツコーナーを飯村真一アナウンサーが担当。この日の放送より、司会の久米宏が他のキャスターにニュースを取り次ぐ際に「○○からです」（例えば小宮悦子の場合「小宮からです」）と敬称略で紹介する方式に変わる。このスタイルは放送終了まで続いた。『トゥナイト』は新アシスタントに田中滋実アナウンサーが登板。
- 8日
  - 日本テレビ系月曜21時枠で、情報ドキュメンタリー番組『スーパーテレビ情報最前線』が放送開始（末期は月曜22時枠に移動、 - 2005年9月12日）[13]。
  - フジテレビ系で、早朝の報道番組『FNN World Uplink』がスタート（ - 1993年3月31日）[13]。司会は露木茂、アシスタントは大林典子。また『おめざめ天気予報』もスタート。
- 13日
  - TBS系『クイズダービー』の新出題者に渡辺真理（TBSアナウンサー、当時）が登板。
  - TBS系で情報番組『情熱ワイド! ブロードキャスター』放送開始[13]。「お父さんのためのワイドショー講座」等のコーナーを設けた[8]。
- 14日 - 毎日放送制作・TBS系日曜23時枠（当時JT一社提供）で、クレージーキャッツの植木等司会のトーク番組『植木等デラックス』が放送開始（ - 1992年10月）。
- 15日 - 日本テレビ系月曜20時枠で、1990年（平成2年）7月から同年9月まで、つなぎ番組として放送されていた海外の映像を紹介するバラエティ番組『世界まる見え!テレビ特捜部』が正式にレギュラー放送開始[13]。司会はつなぎ番組時代から引き続き所ジョージと楠田枝里子、新たにビートたけしがレギュラー参加。
- 27日 - TBS系列で放送されていた子供向け教養番組『まんがはじめて面白塾』が終了。これにより、1978年5月から始まった『まんがはじめて物語』シリーズが13年の歴史に幕。

### 5月
- 14日 - この日午前、信楽高原鐵道信楽線で列車衝突事故が発生、NHKや民放各局の午後のワイドショーはこの報道を時間を割いて伝えた。また夜には大相撲横綱の千代の富士貢（後の13代九重親方）が現役を引退すると表明、テレビ各局の夜のニュース番組は千代の富士引退会見のニュースを中心に伝えた。
- 20日 - テレビ朝日系『ニュースステーション』、2月19日に死去した小林一喜の後任の新コメンテーターとして、朝日新聞より田所竹彦が登板。
- 下旬 - 日本テレビ系のワイドショー『ルックルックこんにちは』の名物企画『ドキュメント女ののど自慢』の司会を長年に渡り務めていたタレントで俳優のなべおさみが、長男の明治大学替え玉受験問題の責任をとる形で降板、後任はタレントの夏木ゆたかが登板（2001年3月の最終回まで）。

### 6月
- 3日 - 日本テレビ系『ルックルックこんにちは』は新アシスタントとして同局の米森麻美アナウンサーが登板。
- 3日 - 長崎県で雲仙普賢岳で大火砕流発生。NHK・民放各局は臨時ニュースなどで噴火の模様を伝えた。また、噴火の模様を取材していたテレビ各局の報道記者・カメラマンなどに多くの殉職者が出た[8]。

### 7月
- 1日 - フジテレビ系7月期月9ドラマ・『101回目のプロポーズ』（浅野温子・武田鉄矢主演）放送開始。CHAGE&ASKAが歌う主題歌『SAY YES』も大ヒットし、また最終回視聴率は36.7%（関東地区、ビデオリサーチ調べ）を記録[14]（ - 9月16日）。尚、同枠は、このドラマからステレオ放送となる。
- 3日 - 長崎県・雲仙普賢岳の大火砕流発生から1か月となったこの日、フジテレビ系列28局[注 3] でチャリティー音楽特番『島原救済緊急特別番組 夜のヒットスタジオスペシャル』を放送。HOUND DOG、中森明菜、南こうせつ、田原俊彦、CHAGE&ASKA、吉田拓郎、B'z、THE BLUE HEARTS、THE ALFEEらが出演した。番組では電話で義援金を募集し、FNSチャリティキャンペーンを通じて被災地に贈られた。
- 13日 - TBS系『クイズダービー』の1枠解答者だった北野大が（工学博士であり、ビートたけしの兄）が降板[注 4]、翌週20日から後任の新1枠解答者として少年隊の植草克秀が登板。
- 20日〜21日 - フジテレビ系列で、5年目となった毎年夏恒例の長時間特別番組『FNSスーパースペシャル 1億2000万人のテレビ夢列島'91』を放送。この年は後述の『24時間テレビ』と合わせ、2週連続で長時間特別番組が放送される形となった。
- 27日〜28日 - 日本テレビ系列31局[注 5] で毎年夏恒例の『24時間テレビ14「愛は地球を救う」』を放送。通年なら毎年8月に放送されるが、この年は世界陸上東京大会中継（後述）の関係で、『24時間テレビ』としては初の7月開催となった。

### 8月
- 19日 - 日本時間のこの日、ソビエト連邦でクーデター事件が発生。日本のテレビ各局も21日までクーデター関連の報道を時間を割いて伝えた[8][15]。
- 23日 - 9月1日 - 世界陸上東京大会が開催され、日本テレビ系で独占中継。元巨人軍選手・監督（後に監督復帰、2001年に終身名誉監督就任）で報知新聞社客員評論家（当時）の長嶋茂雄や女優の宮沢りえが特別レポーターを務めた。

### 9月
- 30日 - 日本テレビ系夕方のニュース番組『NNNニュースプラス1』のメインキャスターの徳光和夫が卒業。徳光は番組開始の1988年4月までおよそ3年半にわたって出演してきた。

### 10月
- 1日 - 日本テレビ系『NNNニュースプラス1』がリニューアル。平日版の新メインキャスターに元NHKアナウンサーの相川浩と元テレビ岩手アナウンサーの桜田順子が就任。スポーツコーナーは同局の鈴木健アナウンサーが担当。土曜版は1年半ぶりに芦沢俊美アナウンサーが復帰し（水・木）担当の木村優子アナウンサーが移籍する形で就任。『NNNきょうの出来事』新サブキャスターに保坂昌宏が就任。
- 5日
  - TBS系番組改編期のクイズ特番『オールスター感謝祭』第1回放送。初代司会は島田紳助と島崎和歌子。また、同月17日より木曜22時枠で、本番組のレギュラー版である『クイズ!当たって25%』（司会は『感謝祭』と同様紳助と和歌子が務めた）を放送開始するも、わずか半年で終了した（ - 1992年3月26日）。
  - フジテレビ系『THE WEEK』の司会陣が同局の向坂樹興アナウンサーとタレントの麻木久仁子に交代。
  - テレビ東京の土曜深夜枠で、お色気番組『ギルガメッシュないと』がこの日から放送開始。同番組にレギュラー出演していたAV女優の飯島愛がマルチタレントとしての礎を築いた（ - 1998年3月）。
- 7日 - 札幌テレビ（STV）で、夕方のローカルワイド番組『どさんこワイド120』が放送開始（以後もタイトルを変えながら2025年現在まで継続）[16]。
- 11日 - フジテレビ系金曜23時枠、前週までの『ヒットパレード90's』の後番組となる音楽番組『G-STAGE』放送開始。司会はフジテレビ初レギュラーとなる徳光和夫（元日本テレビアナウンサー）、堺正章、田代まさしのトリオで、男性3人での司会は当時としては異色だった（ - 1992年3月27日）[注 6]。
- 14日 - TBS系の『ナショナル劇場』で時代劇『大岡越前 第12部』が放送を開始、蕪木兵助役の森田健作が『熱血テレビ』に専念する為第1話を持って降板[注 7]、猿の三次役を務めた松山英太郎に代わり、新たに丁の目の半次役の左とん平が登板。また第3部で池田大助を演じた原田大二郎が筧甚八役で再登板。また『江戸を斬る』『翔んでる!平賀源内』等で大沢逸美が演じた女目明しのお鈴は本作では越前の家に使える奉公人として登場し『美少女仮面ポワトリン』で人気を得た花島優子が演じた。その他に赤垣伝兵衛役の小松政夫と北村一平役の島英臣が新たに加わった。
- 16日
  - 日本テレビ系水曜21時枠、お笑いコンビとんねるずの冠バラエティ番組『とんねるずの生でダラダラいかせて!!』が開始（ - 2001年3月）。
  - 日本テレビ系ではこの他、水曜22時枠に連続ドラマ枠を新設（2019年現在も継続中）。第1回作品は『愛さずにいられない』（出演：吉田栄作、財前直見、東幹久ら）。なお同日にはフジテレビ系でも水曜22時にドラマ枠を新設（第1回作品は『なんだらまんだら』。出演：森光子、工藤静香ら）したが、わずか1年で水曜9時枠へ移行。
- 19日 - フジテレビ系土曜19時枠で、ビートたけし・逸見政孝司会の教育クイズ番組『たけし・逸見の平成教育委員会』[注 8] をこの日より放送開始（ - 1997年9月、その後は年数回特番として放送）。
- 20日 - 民放各局の日曜午後の番組ではリニューアルが相次いだ。まず、フジテレビ系の長寿テレビアニメ『サザエさん』の次回予告が、この日の放送分より一部変更、ラストの「クッキーの投げ食い」は「じゃんけん」に変わった（2017年現在もこの形式）。テレビ朝日系はクイズ番組『象印クイズ ヒントでピント』の女性軍3枠を務めた東ちづるが降板[注 9]。翌週27日からは麻木久仁子が登板[17]。日本テレビ系ではそれまで海外ドラマや『全日本プロレス中継』を放送していた日曜22時30分枠に、火曜深夜から『ウッチャンナンチャン with SHA.LA.LA.』と『ダウンタウンのガキの使いやあらへんで!!』（→後に『ダウンタウンガキの使いやあらへんで!』に改め、2019年現在も継続中）がそれぞれ移動、これらを放送する枠『笑撃的電影箱』が開始（ - 1994年3月）。

### 11月
- 7日 - 28日 - 日本テレビ系木曜スペシャルで『第15回アメリカ横断ウルトラクイズ』を放送。第1回より国外レポーターを担当し、番組の顔となっていた福留功男は、第1問をもって番組から卒業[注 10]、代わって第2問目からは福澤朗（当時：日本テレビアナウンサー）が2代目国外レポーターに就任した（福澤は翌年の第16回（最終回）まで務めた）。

### 12月
- 8日 - フジテレビ系日曜20時枠で、ダウンタウンのコントバラエティー『ダウンタウンのごっつええ感じ』レギュラー放送開始（ - 1997年11月2日）。
- 22日 - テレビ朝日系『象印クイズ ヒントでピント』の女性軍4枠を務めた生稲晃子が降板[注 11]。
- 31日
  - TBS系で『第33回日本レコード大賞』放送。大賞はKANの「愛は勝つ」（ポップス・ロック部門）と北島三郎の「北の大地」（歌謡曲・演歌部門）。
  - 『第42回NHK紅白歌合戦』放送。紅組は浅野ゆう子、白組は堺正章がそれぞれ司会を務め、開会宣言は大相撲力士の若花田（のちの若乃花）勝・貴乃花光司兄弟が務めた。番組内で雲仙普賢岳噴火災害の被災者へのメッセージソングの大合唱を行った。平均視聴率51.5%（2部、関東地区、ビデオリサーチ調べ）と、前年より変わらず[18]。

## その他テレビに関する話題
- フジテレビがこの年の年間視聴率で1982年から10年連続3冠王となる。翌1992年春には年度視聴率でも3冠王となる[注 12][注 13]。
- 2月19日 - テレビ朝日系『ニュースステーション』で1985年（昭和60年）10月の放送開始時からレギュラー出演していた、ジャーナリストで元朝日新聞論説委員の小林一喜がこの日、心不全のため死去（享年56）。
- 3月21日 - NHK教育テレビの音声多重放送が、同未実施地域で一斉に開始。これにより、NHK教育テレビの全国での音声多重化を完了[11]。
- 3月31日 - 日本テレビの看板アナウンサーで『アメリカ横断ウルトラクイズ』や『ズームイン!!朝!』などの司会でおなじみの福留功男が、この日をもって同局を退社し、フリーに転向。

| 岩手めんこいテレビ（4月1日開局）。左は水沢市の旧本社、右は盛岡業務センター（演奏所、後に本社を移設） |  | 岩手めんこいテレビ（4月1日開局）。左は水沢市の旧本社、右は盛岡業務センター（演奏所、後に本社を移設） |
| 岩手めんこいテレビ（4月1日開局）。左は水沢市の旧本社、右は盛岡業務センター（演奏所、後に本社を移設） |  | |

- 4月1日
  - 日本初の民間衛星放送局、WOWOW（当時：JSB日本衛星放送）が本放送開始。同時に有料放送を開始（当時の視聴料は月額2,000円）[19][20]。
  - 岩手めんこいテレビ（mit、岩手県、フジテレビ系）[注 14]、長野朝日放送（ABN、後のabn。長野県、テレビ朝日系）、TXN九州（TVQ、後のTVQ九州放送。福岡県、テレビ東京系）、長崎国際テレビ（NIB、長崎県、日本テレビ系）と、この日だけで地上波新局が4局も開局[19]。岩手めんこいテレビはフジテレビ系列の開局としては1975年10月のテレビ新広島（tss、広島県）以来15年半ぶりとなるほか、テレビ東京系列の開局は2025年時点でTVQが最後であり、テレビ東京は日本の五大都市圏すべてに系列局を置くようになった。また、長野朝日放送開局に伴いテレビ信州（TSB）がクロスネットを解消、日本テレビ系列に一本化[注 15]。これにより、長野・長崎各県は民放4系列4局によるフルネット化が、福岡県エリアは民放5系列5局によるフルネット化が完了。
- 9月23日 - 東日本放送（KHB、宮城県、テレビ朝日系）が本社を仙台市青葉区上杉から双葉ヶ丘の2代目社屋へ移転し放送開始（本社機能稼働は9月26日）。同時に在仙局で最後に音声多重放送を開始（2021年9月に太白区あすと長町の社屋へ再移転した）。
- 9月30日 - 東京放送（TBSホールディングスの前身）が開局40周年[注 16] を機にCIを導入。「TBS」のロゴマークを1961年以来30年間使用してきた筆記体  から、宇宙をイメージしたデザイン（ミクロコスモス）に変更（1994年1月16日使用終了）。→1994年および2020年もそれぞれ参照
- 10月1日 - 青森朝日放送（ABA、青森県、テレビ朝日系）、北陸朝日放送（HAB、石川県、同）開局[16]。ABAの開局に伴い、日本テレビ系とテレビ朝日系のクロスネット局だった青森放送（RAB）は日本テレビ系のフルネット局に移行。なお、この年のテレビ朝日系の開局は長野も含め3局となった。これにより、石川県が民放4系列4局によるフルネット化が完了。
- 11月25日 - ハイビジョン推進協会がBS 9ch（アナログ）を使用し、ハイビジョン試験放送を開始（1日8時間、1994年11月25日に実用化試験放送に移行）[21]。
- 12月9日 - 韓国で言論統廃合政策以来11年ぶりの民放テレビ復活となる、韓国SBSテレビジョンが開局。かつて東洋放送と提携していた日本テレビがSBSとの提携関係を樹立、この日『ズームイン!!朝!』などで衛星中継を介したSBS開局記念交換放送を実施[注 17]。

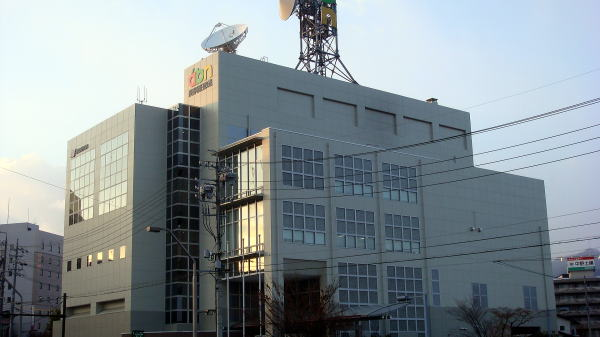
長野朝日放送 （4月開局）
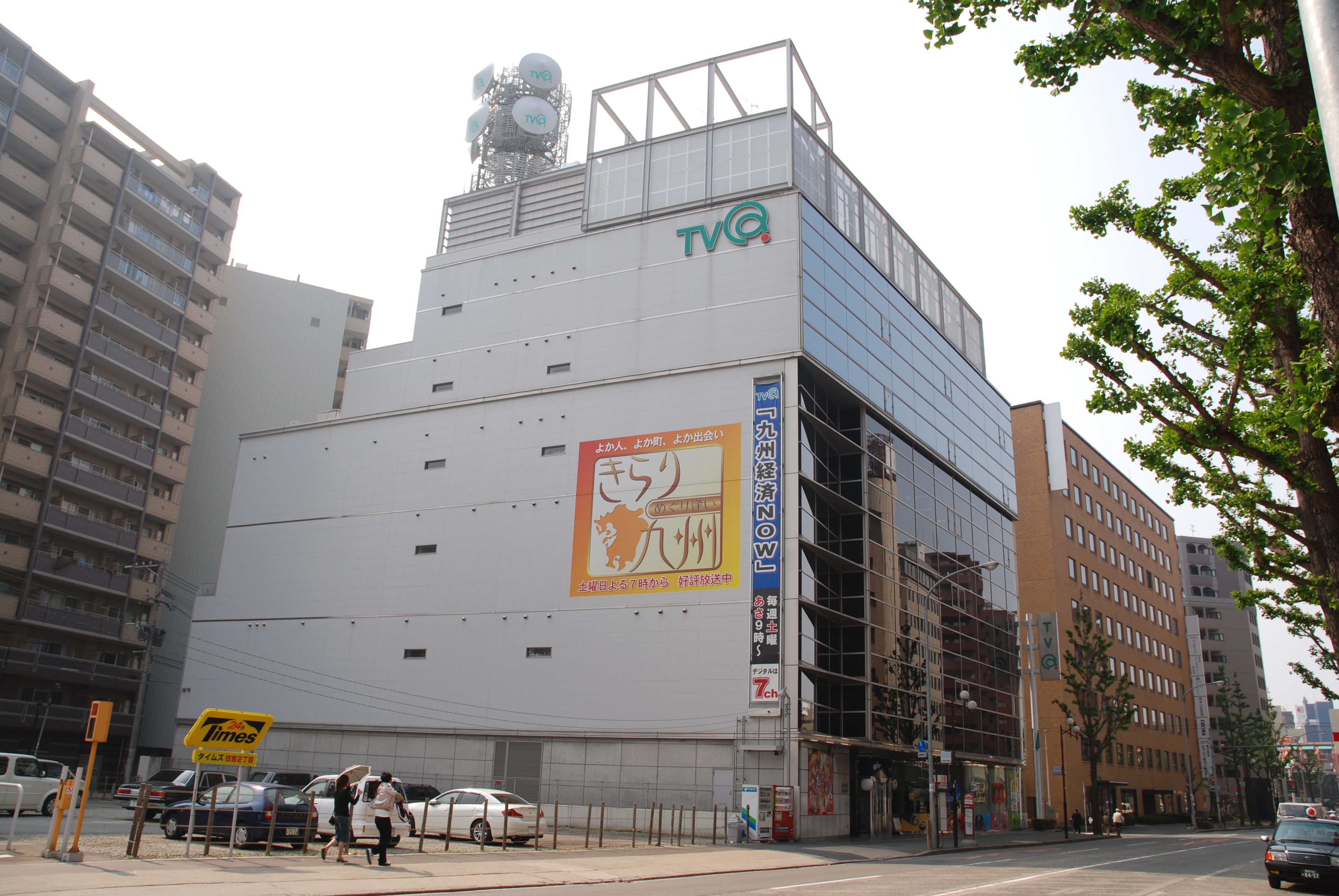
TXN九州 （後のTVQ九州放送。4月開局）
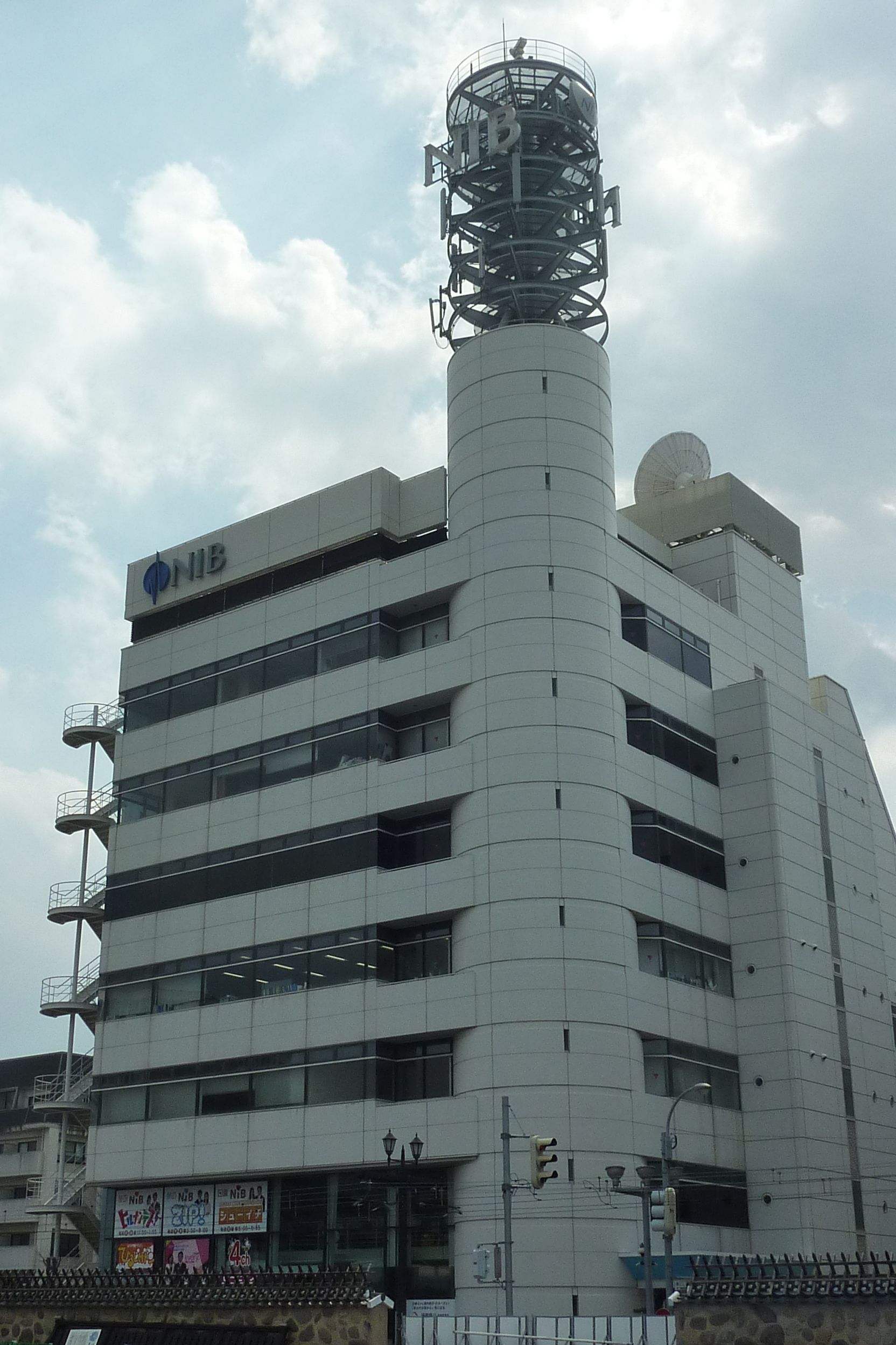
長崎国際テレビ （4月開局）
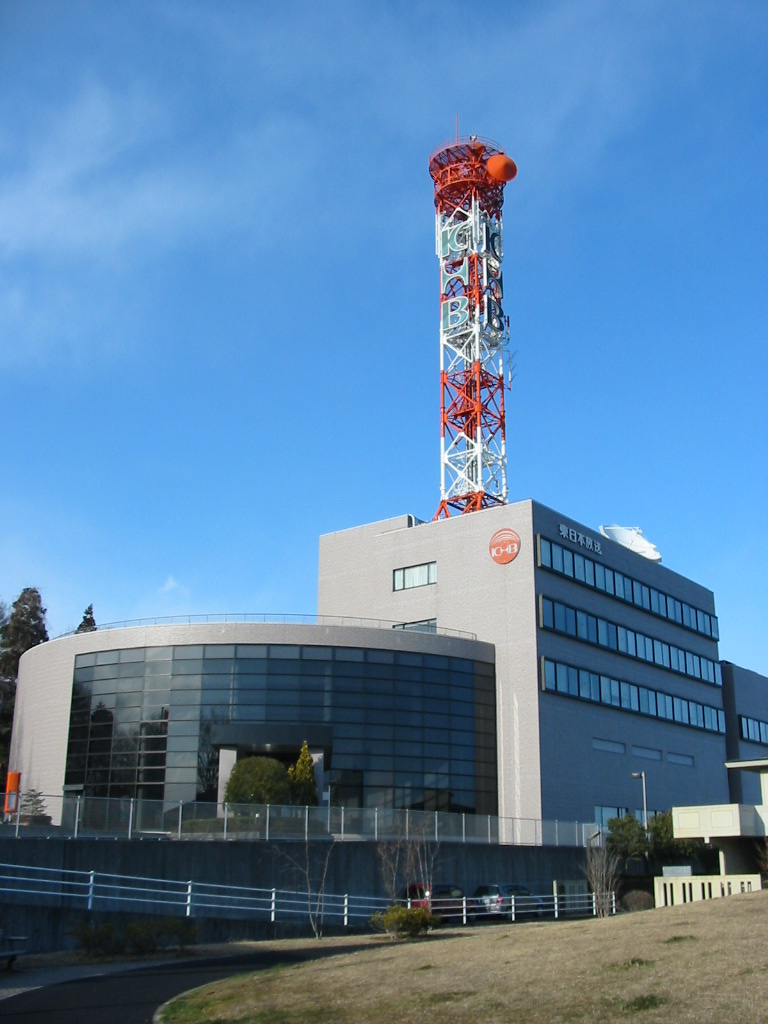
東日本放送双葉ヶ丘社屋 （9月移転）
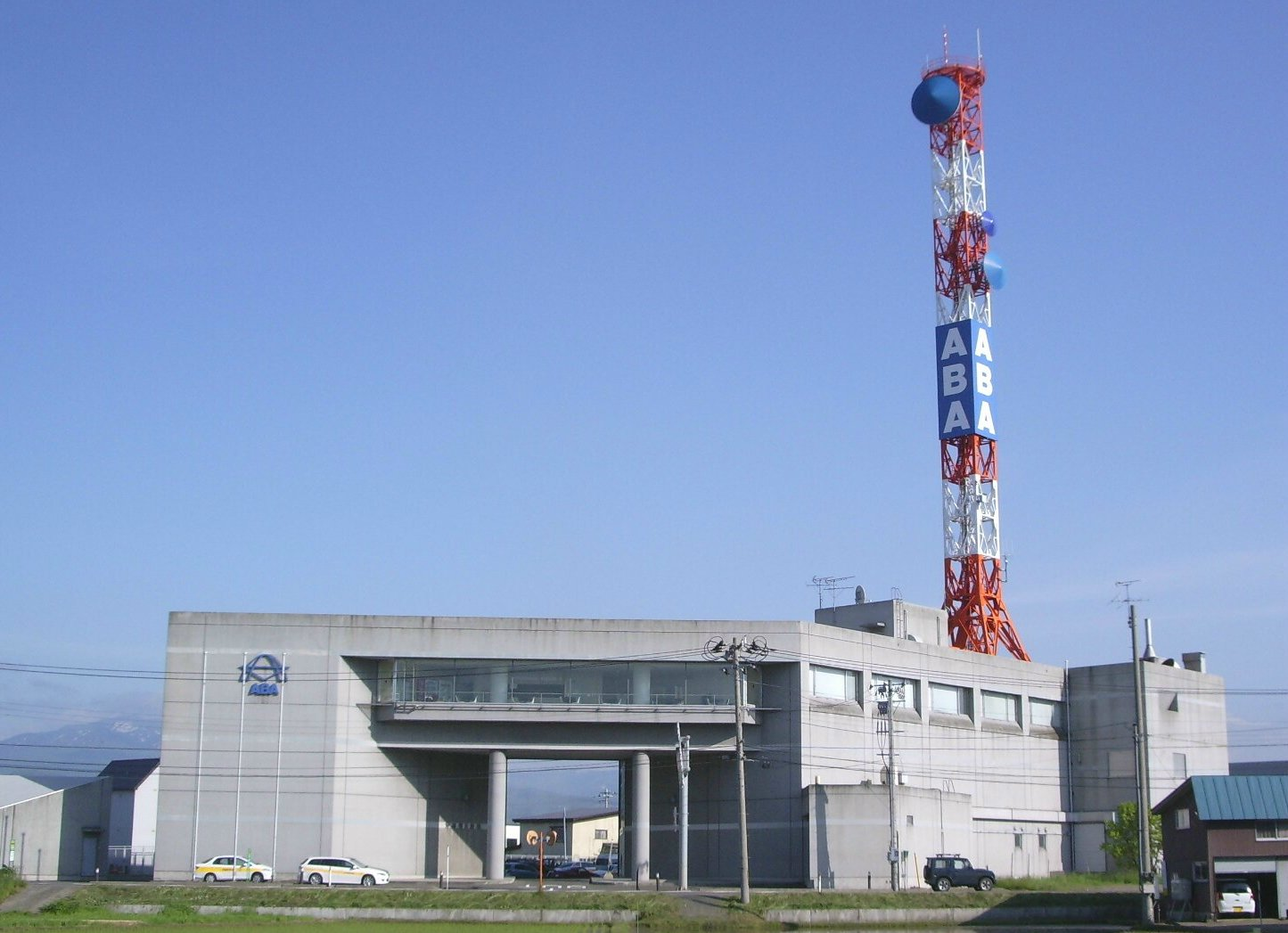
青森朝日放送 （10月開局。写真は放送センター兼本社）
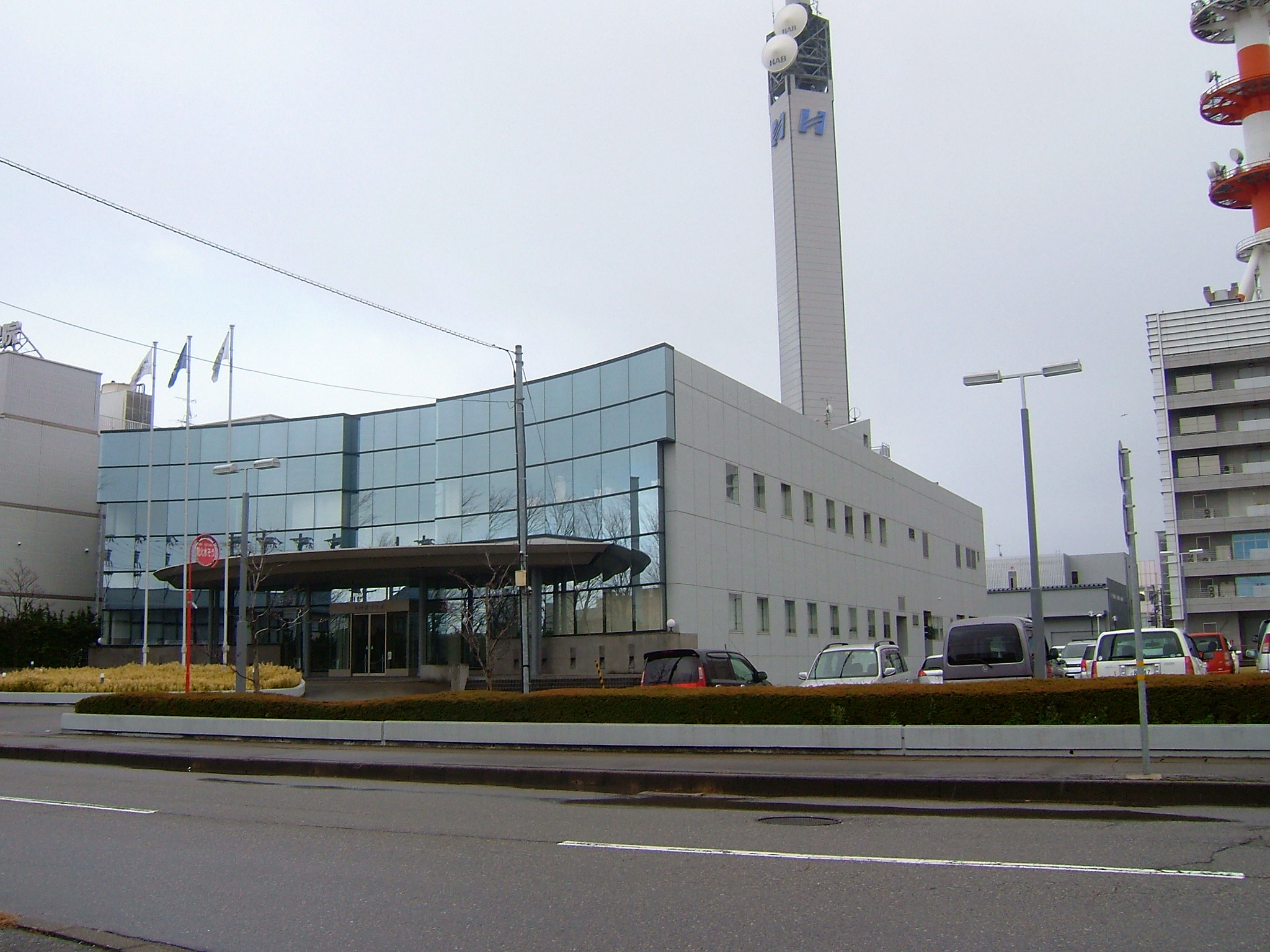
北陸朝日放送 （10月開局）

## 開局
- 4月1日
  - WOWOW
  - 岩手めんこいテレビ（サービス放送開始は、3月3日）
  - 長野朝日放送（3月1日にテスト放送、3月28日にサービス放送をそれぞれ開始）[22]
  - TXN九州(後のTVQ九州放送)（サービス放送開始は、3月25日）
  - 長崎国際テレビ
- 10月1日（いずれも、9月24日にサービス放送を開始）
  - 青森朝日放送
  - 北陸朝日放送

## 既存局の音声多重放送開始
- 3月21日 - 未実施全地域におけるNHK教育テレビ(同テレビの全国の音声多重化が完了)[11]
- 7月1日 - テレビ新広島
- 9月26日 - 東日本放送
- 12月1日 - 山陰中央テレビ

## 周年

### 番組
- 放送開始35周年
  - 『東芝日曜劇場』（TBS）[注 18]
- 放送開始30周年
  - 『連続テレビ小説』（NHK総合）
  - 『みんなのうた』（NHK）
  - 『キンカン素人民謡名人戦』（フジテレビ）
- 放送開始25周年
  - 『ウルトラシリーズ』
  - 『笑点』（日本テレビ）
  - 『日曜洋画劇場』（テレビ朝日）[注 19]
- 放送開始20周年
  - 『仮面ライダーシリーズ』
  - 『新婚さんいらっしゃい!』（朝日放送）
  - 『ごちそうさま』（日本テレビ）
  - 『ゴールデン洋画劇場』（フジテレビ）
- 放送開始15周年
  - 『名曲アルバム』（NHK）
  - 『日曜美術館』（NHK教育）
  - 『クイズダービー』（TBS）
  - 『すばらしき仲間II』（中部日本放送）[注 20]
  - 『プロ野球ニュース』（フジテレビ）
  - 『徹子の部屋』（テレビ朝日）
  - 『お笑いマンガ道場』（中京テレビ）
- 放送開始10周年
  - 『将棋の時間』（NHK教育）
  - 『世界ビックリ大賞』（日本テレビ）
  - 『なるほど!ザ・ワールド』（フジテレビ）
  - 『三枝の愛ラブ!爆笑クリニック』（関西テレビ）
  - 『100万円クイズハンター』（テレビ朝日）
  - 『サタふく』（福島テレビ）
- 放送開始5周年
  - 『世界・ふしぎ発見!』（TBS）
  - 『ミュージックステーション』（テレビ朝日）
  - 『いい旅・夢気分』（テレビ東京）

### 開局・放送開始
- 1月8日 - NHK広島放送局教育テレビジョン放送開始30周年。
- 3月21日 - NHK福岡放送局総合テレビジョン放送開始35周年。
- 3月22日 - NHK仙台放送局、NHK広島放送局総合テレビジョン放送開始35周年。
- 4月1日
  - 県域教育テレビジョン放送開始30周年 - NHK富山放送局
  - 県域総合テレビジョン放送開始20周年 - NHK大津放送局（3月1日中継局開所30周年）
  - 開局10周年 - テレビ新潟放送網
- 4月16日 - 群馬テレビ開局20周年。
- 5月1日 - 千葉テレビ放送開局20周年。
- 5月24日 - NHK神戸放送局テレビジョン放送開始20周年。
- 5月31日 - NHK和歌山放送局テレビジョン放送開始20周年。
- 8月1日 - NHK高知放送局教育テレビジョン放送開始30周年。
- 10月1日 - 福島放送開局10周年。
- 10月7日 - NHK青森放送局教育テレビジョン放送開始30周年。
- 12月1日 - 中部日本放送、朝日放送（大阪テレビ放送として）テレビジョン放送開始35周年。
- 12月22日 - NHK札幌放送局テレビジョン放送開始35周年。

## 記念回
- 3月15日 - 『ミュージックステーション』（テレビ朝日）200回
- 5月28日 - 『三枝の愛ラブ!爆笑クリニック』（関西テレビ）500回
- 8月5日 - 『さんまのまんま』（関西テレビ）300回
- 8月17日 - 『クイズダービー』（TBS）800回
- 8月25日 - 『東芝日曜劇場』（TBS）1800回[23]
- 9月 - 『徹子の部屋』（テレビ朝日）4000回
- 10月6日 - 『お笑いマンガ道場』（中京テレビ）800回

## 視聴率
（※関東地区、ビデオリサーチ調べ）

### ドラマ
- 連続テレビ小説 京、ふたり（NHK総合、1月19日）41.6%
- 101回目のプロポーズ・最終回（フジテレビ、9月16日）36.7%
- 大河ドラマ 太平記（NHK総合、1月6日）34.6%
- 連続テレビ小説 君の名は（NHK総合、9月28日）33.2%
- 東京ラブストーリー・最終回（フジテレビ、3月18日）32.3%
- 逢いたい時にあなたはいない…・最終回 (フジテレビ、12月16日) 26.3%
- 世にも奇妙な物語（フジテレビ、3月21日）25.7%
- しゃぼん玉 (フジテレビ、10月17日) 24.9%

### ニュース・報道
- NHKモーニングワイド・第2部（NHK総合、1月19日）35.4%
- ニュース・天気予報（NHK総合、1月20日 20:45-21:00）35.3%
- 7時のニュース・天気予報（NHK総合、2月24日）30.6%
- ニュースセンター845（NHK総合、1月18日）30.4%
- ニュース・天気予報（NHK総合、1月17日 18:45-19:00）29.5%

### スポーツ
- 大相撲秋場所・初日（NHK総合、9月8日 17:04-18:00）39.0%
- 大相撲夏場所・千秋楽（NHK総合、5月26日 16:40-18:00）36.9%
- 大相撲九州場所・千秋楽（NHK総合、11月24日 15:40-18:00）29.0%

### バラエティ・音楽番組
- 第42回NHK紅白歌合戦・2部（NHK総合、12月31日）51.5%
- 第42回NHK紅白歌合戦・1部（NHK総合、12月31日）34.9%
- 火曜ワイドスペシャル 第10回爆笑!スターものまね王座決定戦（フジテレビ、12月3日）34.1%
- クイズ世界はSHOW by ショーバイ!!（日本テレビ、4月24日）26.9%

### アニメ
- サザエさん（フジテレビ、3月17日）34.9%
- ちびまる子ちゃん（フジテレビ、1月13日）33.8%

### 映画
- 日曜洋画劇場 ターミネーター（テレビ朝日、9月8日）29.7%
- ゴールデン洋画劇場特別企画 十戒（フジテレビ、2月16日）28.3%
- 極道の妻たち 最後の戦い (フジテレビ、10月11日) 25.9%
- 金曜ロードショー E.T. (日本テレビ、10月11日) 23.5%

## テレビ番組

### テレビドラマ

#### NHK
- 大河ドラマ 太平記（主演：真田広之）
- 連続テレビ小説 君の名は（主演：鈴木京香、倉田てつを）
- 水曜ドラマ
  - マダム・りん子の事件帖
- 金曜時代劇
  - 赤頭巾快刀乱麻
  - 近松青春日記
- のんのんばあとオレ
- 新・大草原の小さな家 - 海外作品

スペシャルドラマ
- 正月ドラマスペシャル
  - 大石内蔵助 冬の決戦（主演：平幹二朗） - 1月1日
  - お笑い師デカルトカント物語（主演：富田靖子、圭・修） - 1月2日
  - 恋しとよ君恋しとよ（主演：田中実、田中美奈子） - 1月3日 ※原作：彦左衛門外記
- 前畑がんばれ（主演：清水美砂） - 10月10日

#### 日本テレビ系
- 土曜グランド劇場
  - 君だけに愛を Love Forever
  - 検事・若浦葉子[13]
  - 助教授一色麗子 法医学教室の女
  - 結婚しないかもしれない症候群
- 水曜ドラマ 愛さずにいられない（出演：吉田栄作、東幹久、財前直見 他） ※第1回作品
- 刑事貴族2[13]
- 日本テレビ火曜8時枠時代劇
  - 長七郎江戸日記第3シリーズ(1990年10月16日-1991年9月24日)
  - 八百八町夢日記第2シリーズ
- 朝の連続ドラマ（よみうりテレビ制作）
  - 花友禅[13]
  - 華の宴

スペシャルドラマ
- 寛永風雲録 - 1月2日
- 24時間テレビスペシャルドラマ 夜が明けるまでに 恵子の選択 - 7月27日
- 水曜グランドロマンさよなら特別企画 ボクのキリン物語（主演：中村雅俊） - 9月25日
- あっかんベーゼ（出演：国生さゆり、相楽晴子 他） - 9月28日
- 外科医有森冴子'91秋スペシャル（主演：三田佳子） - 10月5日
- 年末時代劇スペシャル 源義経 - 12月31日

廃枠
- 9月25日 - 水曜グランドロマン

枠新設
- 10月16日 - 水曜ドラマ

#### TBS系
- ナショナル劇場
  - 水戸黄門・第20部（1990年10月22日 - 1991年10月7日）
  - 大岡越前・第12部
- 火8
  - ナースステーション
  - 熱血!新入社員宣言[13]
  - デパート!夏物語（出演：髙嶋政宏、西田ひかる、小林稔侍 他）
  - 女子高生!キケンなアルバイト
  - 鎌倉恋愛委員会
- 木9
  - 橋田壽賀子ドラマ 渡る世間は鬼ばかり（第1シリーズ、1990年10月 - 1991年9月）（主演、山岡久乃）
  - 次男次女ひとりっ子物語（主演：田原俊彦・柳葉敏郎・菊池桃子）
- 金9
  - ママって、きれい!?（主演：浅野温子）
  - パパとなっちゃん（主演：小泉今日子） [13]
  - 先生のお気に入り（出演：陣内孝則 他）
  - ADブギ（主演：加勢大周、的場浩司、浜田雅功）
- 金曜ドラマ
  - ふぞろいの林檎たちIII（作：山田太一）
  - それでも家を買いました（出演：三上博史、田中美佐子 他）[13]
  - 結婚したい男たち
  - あしたがあるから(出演：今井美樹、石橋凌、仙道敦子、福山雅治他)
- 花王愛の劇場
  - 天までとどけ（第1シリーズ、3月 - 5月）
- ルージュの伝言（深夜枠）
- B級ホラー WARASHI（深夜枠）

廃枠
- 3月 - ドラマチック22

#### フジテレビ系
- 月9
  - 東京ラブストーリー（主演：鈴木保奈美・織田裕二）
  - 学校へ行こう!（出演：浅野ゆう子、布施博ほか）[13]
  - 101回目のプロポーズ（ステレオ）（主演：浅野温子・武田鉄矢）- 月9初のステレオ放送
  - 逢いたい時にあなたはいない…（ステレオ）（主演：中山美穂・大鶴義丹）
- 木曜劇場
  - 結婚の理想と現実 (主演:中村雅俊、田中美佐子)
  - もう誰も愛さない（主演：吉田栄作）
  - ヴァンサンカン・結婚（主演：安田成美）
  - しゃぼん玉（主演：長渕剛）
- 月10
  - 不思議サスペンス
  - ホテルウーマン (主演:沢口靖子)
- 水10 なんだらまんだら（出演：森光子、野村宏伸、工藤静香） ※第1回作品
- 水曜時代劇
  - 岡っ引どぶ
  - 仕掛人・藤枝梅安
- 妻たちの劇場
  - 生きていく私
  - ママたちの受験戦争
  - 家族あわせ
- 東海テレビ制作昼の帯ドラマ
  - まさか、私が
- 阪急ドラマシリーズ（関西テレビ）
  - 料理少年Kタロー[13]
- 深夜ドラマ
  - BANANA CHIPS LOVE（主演：松雪泰子）- 10月10日 - 1992年1月2日

スペシャルドラマ
- 季節はずれの海岸物語'91冬（1月2日）、'91秋（11月8日）
- 世にも奇妙な物語冬の特別編（1月3日）、秋の特別編（10月3日）
- ラブストーリーは突然に（3話オムニバス形式） - 3月25日
- 実録犯罪史シリーズ 金（キム）の戦争 - 4月5日 ※金曜ドラマシアター第1回作品
- 1970 ぼくたちの青春 - 6月21日
- ピットに賭ける恋!（出演：西田ひかる、中村繁之 他） - 9月23日
- 銭形平次スペシャル3 ギヤマンの謎 - 10月2日
- 悪霊島 - 10月4日
- 聖夜に抱きしめて - 12月23日
- 実録犯罪史シリーズ 新説・三億円事件 - 12月27日

廃枠
- 3月29日 - 男と女のミステリー

枠新設
- 4月5日 - 金曜ドラマシアター
- 10月16日 - 水曜10時枠（ - 1992年9月『逃亡者』をもって廃枠）

#### テレビ朝日系
- 水9
  - はぐれ刑事純情派第4シリーズ（主演：藤田まこと）
  - さすらい刑事旅情編IV（主演：三浦洋一）
- 木曜ドラマ
  - 七人の女弁護士
    - 第1シリーズ(1月 - 3月)
    - 第2シリーズ(10月 - 12月)

  - 芸者小春の華麗な冒険
  - 外科病棟女医の事件ファイル
- 日8
  - ララバイ刑事'91
- 土曜時代劇
  - 暴れん坊将軍IV
- 月8 ダウンタウン探偵組'91 ※第1回作品
- 火9 必殺仕事人・激突! ※第1回作品

スペシャルドラマ
- 和宮様御留（主演：斉藤由貴） - 1月1日
- 若さま侍捕物帖 陰謀渦巻く江戸城大奥の秘密（主演：東山紀之） - 1月2日
- 戦国乱世の暴れん坊齋藤道三怒涛の天下取り（主演：松平健） - 1月3日
- 必殺スペシャル・春 世にも不思議な大仕事 主水と秀 香港・マカオで大あばれ - 4月5日
- 御影同心 鬼っ子侍（出演：五木ひろし 他) - 4月7日
- 源氏九郎颯爽記 秘剣揚羽蝶（出演：村上弘明 他） - 10月13日
- キンゾーの上ってなンボ!!（出演：佐藤浩市 他／名古屋テレビ制作） - 11月5日
- 女たちの太平洋戦争（朝日放送制作） - 12月3日
- 丹下左膳2 - 12月26日

廃枠
- 9月 - 火曜ミステリー劇場（朝日放送）

枠新設
- 10月 - ABC制作火曜9時枠（ - 1993年3月『ホテルドクター』をもって廃枠）

#### テレビ東京系
- 幕府お耳役檜十三郎
- あばれ八州御用旅第2シリーズ
- おらんだ左近秘剣帳
- 大江戸捜査網II

スペシャルドラマ
- 12時間超ワイドドラマ 次郎長三国志 - 1月2日
- 三婆'91 - 1月4日
- 中山晋平 その生涯 - 10月2日
- ラスト・ラン〜愛と裏切りの百億円〜 - 12月31日

#### その他のテレビドラマ
- 群馬テレビ開局20周年特別記念ドラマ 帰郷〜それぞれの夏（群馬テレビ／出演：小林桂樹、西岡徳馬） - 9月28日[24]

### テレビアニメ
- おれは直角（フジテレビ）
- おちゃめなふたご クレア学院物語（日本テレビ）
- ドラゴンクエスト2（フジテレビ）
- きんぎょ注意報!（テレビ朝日）
- 世界名作劇場 トラップ一家物語（フジテレビ）
- おばけのホーリー（NHK）
- 人魚姫 マリーナの冒険（フジテレビ）
- 太陽の勇者ファイバード（名古屋テレビ）
- OH!MYコンブ（TBS）
- ゲッターロボ號（テレビせとうち）
- 緊急発進セイバーキッズ（テレビ東京）
- 新世紀GPXサイバーフォーミュラ（日本テレビ）
- 絶対無敵ライジンオー（テレビ東京）
- ジャンケンマン（テレビ東京）
- タイニー・トゥーン（テレビ東京）
- どろろんぱっ!（テレビ朝日）
- 機甲警察メタルジャック（テレビ東京）
- ちいさなおばけアッチ・コッチ・ソッチ（日本テレビ）[13]
- 少年アシベ（TBS）[13]
- ハイスクールミステリー学園七不思議（フジテレビ）
- ひみつの花園（NHK総合）
- シティーハンター'91（読売テレビ）[13]
- 21エモン（テレビ朝日）
- アイドル忍者タートルズ（テレビ東京）
- おにいさまへ…（NHK衛星第2）
- キャプテン・プラネット（NHK衛星第2）
- 新・魔法のプリンセス ミンキーモモ 〜夢を抱きしめて〜（日本テレビ）
- ゲンジ通信あげだま（テレビ東京）
- キン肉マン キン肉星王位争奪編（日本テレビ）
- 楽しいムーミン一家 冒険日記（テレビ東京）
- 燃えろ!トップストライカー（テレビ東京）
- 炎の闘球児 ドッジ弾平（テレビ東京）
- DRAGON QUEST -ダイの大冒険-（TBS）
- 横山光輝 三国志（テレビ東京）
- チエちゃん奮戦記 じゃりン子チエ（毎日放送）
- 丸出だめ夫（フジテレビ）
- わたしとわたし ふたりのロッテ（日本テレビ）
- ウルトラマンキッズ 母をたずねて3000万光年（NHK衛星第2）
- ぞうのババール（テレビ東京）

スペシャルアニメ
- ルパン三世 ナポレオンの辞書を奪え（日本テレビ）- 8月9日（金曜特別ロードショー）

### 特撮番組
- 不思議少女ナイルなトトメス（フジテレビ）
  - 出演：堀川早苗、迫文代、斉木しげる 他
- 特救指令ソルブレイン（テレビ朝日）
  - 出演：中山幸一、森みつえ、宮内洋、山下優、加藤精三 他
- 鳥人戦隊ジェットマン（テレビ朝日）
  - 出演：田中弘太郎、若松俊秀、成瀬富久、岸田里佳、内田さゆり、三輝みきこ 他

### 報道・情報・スポーツ番組
- くらべてみれば（NHK総合）
- ひるどき日本列島（NHK総合）
- NHKモーニングワイドサンデー（NHK総合）
- 週刊ブックレビュー（NHK衛星第2→BSプレミアム）
- スーパーテレビ情報最前線（日本テレビ）[13]
- 朝一番天気!あさ天（日本テレビ）
- CAPA（日本テレビ）
- ウェークアップ!（読売テレビ）
- どさんこワイド120（札幌テレビ）
- JNNニュースコール（TBS）[13]
- 情熱ワイド ブロードキャスター→ブロードキャスター（TBS）[13]
- 昼までまてない!11時（TBS）
- 新伍Niタッチ!（毎日放送）
- おはようスポーツ545（フジテレビ）
- おめざめ天気予報（フジテレビ）[13]
- FNN World Uplink（フジテレビ）[13]
- ザ・ビッグチャンス!（フジテレビ）
- mitスーパータイム（岩手めんこいテレビ）
- 森田健作の熱血テレビ→女38歳気になるテレビ（テレビ朝日）[13]
- ザ・CNN（テレビ朝日）
- ステーションEYE（テレビ朝日）
- ニュースフロンティア（テレビ朝日）[13]
- スポーツフロンティア（テレビ朝日）
- 海江田万里のパワフルサタデー（朝日放送）
- ABNステーション（長野朝日放送）
- ABAステーション（青森朝日放送）
- HAB Uライン（北陸朝日放送）
- ぼのぼのワイド(テレビ東京)[13]

### 教養・ドキュメンタリー番組
- 新日本探訪（NHK総合）
- 西田ひかるの痛快人間伝 -Dashing life story-（NHK総合）
- ひとりでできるもん!（ステレオ）（NHK教育）[25]
- ともだちいっぱい かずとあそぼ（ステレオ）（NHK教育）[26]
- とびだせたんけんたい（NHK教育）
- はてなでスタート（NHK教育）
- たのしい算数（NHK教育）※パイロット版、夏休み集中放送
- 教育セミナー NHK高校講座（NHK教育）
- 日本の話芸（NHK教育→Eテレ）
- 徳光の「地球時代です」!（日本テレビ）
- 愛川欽也のロマン探訪（テレビ東京）
- すくすくぽん!（東海テレビ）

### バラエティ番組
開始番組
- 1月
  - ライオンのごきげんよう（フジテレビ）
  - 平成名物TV 三宅裕司のえびぞり巨匠天国（ステレオ）（TBS）
- 4月 
  - 世界まる見え!テレビ特捜部（日本テレビ）正式レギュラー放送開始[13]
  - DAISUKI!（日本テレビ）[13]
  - 一攫千金!!スーパーマーケット（日本テレビ）[13]- 9月終了
  - それいけ!!ココロジー（読売テレビ）[13]
  - ぷるるんクニクニ島（TBS）[13]- 9月終了
  - 北野ファンクラブ（ステレオ）（フジテレビ）- レギュラー開始前の2月・3月にスペシャルを放送
  - ヤマタノオロチ（フジテレビ）
  - 笑いの王国（テレビ朝日）
  - ナベさんミッちゃんのまねまね天国!（テレビ東京）
  - 紳助の人間マンダラ（関西テレビ）
- 9月
  - 平成女学園（テレビ東京）
- 10月
  - とんねるずの生でダラダラいかせて!!（ステレオ）（日本テレビ）
  - そんなコロッケな!?（TBS）
  - ご存知!平成一番人気（毎日放送）
  - 全日本ガイジン選手権（フジテレビ）
  - ゴールド・ラッシュ!（フジテレビ）
  - いいな世界WA!（テレビ朝日）
  - 和田アキ子アワー（テレビ朝日）
  - 日曜笑劇場 松ちゃん浜ちゃんの純情通り3番地（朝日放送）
  - 愛ラブSMAP!（テレビ東京）
  - ギルガメッシュないと（テレビ東京）
- 12月8日 - ダウンタウンのごっつええ感じ（フジテレビ）

終了番組
- 3月
  - ひるのプレゼント（NHK総合）
  - オールナイトフジ（フジテレビ）
  - 花の新婚!カンピューター作戦（関西テレビ）

### クイズ番組
開始番組
- 4月
  - ゲーム数字でQ（NHK総合）
  - 敏感!エコノクエスト（毎日放送）[13]- 9月終了
  - 仰天!くらべるトラベル（TBS）[13]- 9月終了
  - 運命GAME（フジテレビ）[13]- 9月終了
  - TVブックメーカー（フジテレビ）[13]
  - ニュースに挑戦!あなたの常識（テレビ東京）- 9月終了
- 9月30日 - 吉村明宏のクイズランチ（TBS）
- 10月
  - ザ・ラスベガス（読売テレビ）
  - オールスター感謝祭（ステレオ）（TBS）
  - クイズ!当たって25%（ステレオ）（TBS）
  - たけし・逸見の平成教育委員会（フジテレビ）
  - カルトQ（フジテレビ）

終了番組
- 3月
  - 連想ゲーム（NHK総合）
  - 世界まるごと2001年（毎日放送）
  - クイズまるごと大集合（TBS）→「オールスター感謝祭」へ移行
- 9月21日 - 所さんのただものではない（フジテレビ）
- 11月3日 - 世界の常識・非常識（フジテレビ）

### トーク番組
- いつみても平平凡凡（日本テレビ）[13]
- 植木等デラックス（毎日放送）
- 梅辰亭・今夜は看板!（テレビ東京）

### 音楽番組
開始番組
- 4月
  - 歌謡リクエストショー（ステレオ）（NHK総合）
  - メガロックショー（ステレオ）（NHK総合）
  - ROCK SHOW（フジテレビ）
- 10月
  - MUSICパフェ!（日本テレビ）
  - パンティ・パーティー（TBS）[27]
  - G-STAGE（ステレオ）（フジテレビ）
  - スーパーステージ（テレビ東京）

終了番組
- 3月2日 - ジャストポップアップ（NHK総合）
- 3月26日 - 歌謡パレード（NHK総合）
- 9月25日（24日深夜） - ナリキーばんど講座（TBS）
- 9月26日（25日深夜） - HOTチャート有線（TBS）
- 10月4日 - ヒットパレード90's（フジテレビ）

期間限定番組
- 3月 - 1992年3月、思い出のベストテン（ステレオ）（TBS）

タイトル変更
- 6月7日 - SOUND ROOF→SOUND PARTY（日本テレビ） - 9月27日終了
- 10月23日（22日深夜） - Dance!Dance!Dance! → Dance!×3 HOUSE ENERGY（フジテレビ）

### 料理番組
- 石坂・森口のくっきん夫婦（毎日放送）[13]

### 深夜番組
- 10月
  - アジア台風ショー（フジテレビ）[27]
  - アメリカの夜（フジテレビ）[27]
  - Butlerの受難（フジテレビ）[27]
  - 映画10倍速（フジテレビ）[27]
  - 満月ビデオ御殿（フジテレビ）[27]
  - 欧州旅籠通信簿（フジテレビ）

### 特別番組

#### 単発特番
1月
- 1日
  - おめでとう!日本列島…新春初もうで生中継（テレビ東京）
  - 元旦!!日本列島生中継富士山・北から南から（テレビ朝日）
  - 空から世界がやってくる（ABC）
  - 新春!ビックリ動物一挙公開!!（フジテレビ）
  - お正月だよ!クイズまるまる3時間（テレビ東京）
  - 究極の正月料理!!日本の名料亭と名湯（テレビ朝日）
  - 演歌・初春歌ごよみ（テレビ東京）
- 2日
  - 新春のプリンスプリンセス（日本テレビ）
  - 所さんのちゃんとやります!（フジテレビ）
  - 今よみがえる巨大仏像（テレビ東京）
  - 新春おもしろ生放送!これが世界のびっくり超人大賞!!（フジテレビ）
  - 新春ゴルフバラエティー たけしの究極ゴルフ対決（TBS）
  - お正月だよ!!美人三姉妹（関西テレビ）
  - '91新春紅白とことん爆笑大合戦（関西テレビ）
  - 新春!明石家探検隊が行く（毎日放送）
  - 新春皇室スペシャル・美智子さま皇后の愛につまれて（日本テレビ）
- 3日
  - 三重野日銀総裁に聞く（TBS）
  - 今どきのバラエティー お正月ぐらい勝手にさせて!（フジテレビ）
  - 激変の世界そして日本・日はまだ昇るか（テレビ東京）
  - KANAGAWAから世界へ（TBS）
  - 新春故郷スペシャル・ゆけ初夢号!あなたの街へ特別列車（TBS）
  - 総動員バラエティー 邦子のドカンとギャグ100連発（TBS）
  - 光GENJI・忍者・SMAP新春特別番組 今年は羊も空を翔ぶ!!（テレビ東京）
  - 桃子・井森のイターイお正月!!（フジテレビ）
  - 俺達の夢紀行（テレビ朝日）
  - ウッチャンナンチャンの正月はこれだけ!（TBS）
  - いっつみいの驚いて・笑って3時間!!（テレビ東京）
- 4日
  - 新春紀行スペシャル・富士百景（TBS）
  - 知られざる皇居・初公開!皇居の365日（TBS）
  - 行ってみたい旅スペシャル・私だけの桃源郷大賞（フジテレビ）
  - 今列車が楽しい!トレンディートレイン大図鑑（TBS）
  - 初笑い とっておき米朝一座（関西テレビ）
  - 黄金発掘スペシャル・インカのなぞ!アンデス黄金郷を行く（TBS）
  - さんま・寛平の泣いて笑って激走250キロ!!（テレビ朝日）
  - 新春・旅バラエティー にっぽんめでたさ探訪（名古屋テレビ）
  - 井森の恋のタッチダウン（テレビ朝日）
  - '91新春!テレビ大百科今夜発表!!ヒーロー世代別ベスト10（テレビ朝日）
- 5日 - 秘境スペシャル 謎の砂漠タクラマカン徒歩大縦断・未踏の無水地帯を行く（テレビ東京）
- 6日
  - 日本一西武ライオンズ爆笑!ハワイの休日・1990優勝を祝う会（TBS）
  - ルネサンスの町 フィレンツェの魅力（テレビ東京）
  - 世界一周!世にも不思議な日本料理!!（テレビ朝日）
- 7日 - 驚異!日本列島に“超人”を追え（テレビ東京）
- 9日 - 新春スペシャル!TENAGEゴルフ選手権（フジテレビ）
- 12日 - スーパースキンズマッチ（日本テレビ）
- 13日 - お待ちかね!小朝たっぷり・落語のウラの裏…!?（関西テレビ）
- 14日 - カナダロッキー山脈1500キロ大縦断夢紀行・大自然と生命の神秘を求めて（テレビ東京）
- 15日
  - 未来都市TOKYO（テレビ東京）
  - 緊急3時間特番 アルビン・トフラーのパワーシフト（フジテレビ）
  - 成人の日SP ハタチの爆発!!（関西テレビ）
  - '91 100大スター御結婚記者会見（フジテレビ）[注 23]
- 16日 - 初公開!これが世界のビックリ夫婦だ!（テレビ朝日）[注 24]
- 19日
  - ヒマラヤを歩いた日本橋・ムギとQ太と登山隊（TBS）
  - 熱狂!SMAP天国（TBS）
- 20日
  - 名球会 IN ハワイ（日本テレビ）
  - ラグビー日本一!神戸製鋼の1年・奇跡の逆転はなぜ起こったか（毎日放送）
  - 世界を動天させた幕末 豪傑商人(秘)史!桜田門外の仕掛人（テレビ朝日）
- 21日 - 秘境!ボルネオ島で中国四千年の味のルーツ発見（テレビ東京）
- 22日 - 全日本小心者大賞（フジテレビ）
- 23日 - 究極の占い最前線（テレビ朝日）

9月
- 22日 - 皆んながお呼びです 植木等のスーダラ伝説（関西テレビ）

10月
- 5日 - オールスター感謝祭'91超豪華!クイズ決定版この秋お待たせ特大号（ステレオ）（TBS）第1回
- 10日 - TBS開局40周年記念特別番組（タイトル不明）（TBS）
- 17日 - 日本テレビ音楽の祭典（ステレオ）（日本テレビ）第1回放送

11月
- 30日 - CBCテレビ放送開始35周年記念 恐竜発掘〜龍の大陸・中国雲南省を行く〜（CBCテレビ）

12月
- 22日 - 大サービス大開放もっと知りたい逸見くん -It's me news-（関西テレビ）
- 30日
  - 史上最大オールスター146人総出演!こんなクイズがあってもいいじゃないか大賞（テレビ朝日）
  - 91年年忘れ特別企画 オール吉本ギャグマスターズ（関西テレビ）
- 31日
  - 幸せをよぶテレビ（日本テレビ）
  - FNS大感謝祭（フジテレビ）

#### 2回放送以上のシリーズ番組
1月
- 1日
  - 日本の夜明け（フジテレビ）
  - 財界四首脳日本を斬る（テレビ東京）
  - 第24回初詣・爆笑ヒットパレード（フジテレビ）
  - 第7回日本民謡民舞大賞（テレビ東京）
  - 平成あっぱれテレビ（日本テレビ）
  - 新年早々スポーツざんまい!ビートたけしの熱闘夢の対決!!（テレビ朝日）
  - タモリ・たけし・さんまBIG3 世紀のゴルフマッチ（フジテレビ）
  - プロ野球オールスター大運動会（テレビ東京）
  - ネイチァリング特別企画 日本列島・四季物語（テレビ朝日）
  - スーパースター新春イントロ大作戦!（フジテレビ）
  - 第27回新春スターかくし芸大会（フジテレビ）
  - シルクロード新春スペシャル・ラクダキャラバン（テレビ朝日）
- 2日
  - 新春クラシック特番“新世界”でハッピーニューイヤー（ABCテレビ）
  - 第3回プロ野球選手会オールスターゴルフ（テレビ朝日）
  - プロ野球オールスタースポーツフェスティバル（よみうりテレビ）
  - 鶴太郎&井森のおめでた夫婦憧れのハワイ珍道中（フジテレビ）
  - '91新春勢揃い!女子アナ新年会（フジテレビ）
- 3日
  - 文珍・直子の初笑い演芸館'91（テレビ朝日）
  - '91プロ野球12球団対抗新春リレーマラソン（東海テレビ）
  - '91ニッポン大予想!今年を熱くする男と女（テレビ朝日・ABCテレビ）
  - '91爆笑大予言（読売テレビ）
  - 新春巨人軍ゴルフ大会（日本テレビ）
  - 爆笑!タモリの世界おもしろ動物大全集'91（テレビ朝日）
  - 恒例スター歌手チャリティーゴルフ大会（テレビ東京）
  - オールスター爆笑ものまね紅白歌合戦!!スペシャル（フジテレビ）
  - '91桃色電話倶楽部スペシャル -電話で愛してるよ-（TBS）
  - 新春芸能人ボウリング（テレビ東京）
- 4日
  - 第12回ショパン国際コンクール（ステレオ）（日本テレビ）
  - なつかしの秘蔵VTR・コント55号のなんでそうなるの?（日本テレビ）
  - オールスター対抗歌合戦・大相撲VSプロ野球（フジテレビ）
  - '91新春に豪打!プロゴルフ六人衆（テレビ朝日）
  - 名球会ゴルフスペシャル′91（テレビ朝日）
  - プロ野球オールスター珍プレーゴルフ選手権（フジテレビ）
  - 第2回スター対抗爆笑どっきり大賞（日本テレビ）
  - 大爆笑!!そっくり大賞日本一（TBS）
  - 志村けんの爆笑新年会（フジテレビ）
- 5日
  - 新春ビッグ放談（テレビ朝日）
  - 第18回日本映像フェスティバル（日本テレビ）
  - 新春とんねるずスペシャル 仁義なき花の芸能界全部乗っ取らせていただきます'91（日本テレビ）
- 6日
  - '91夢のオールスター・巨人軍スペシャル!!（日本テレビ）
  - '91スーパーアイドル夢の球宴熱狂満員東京ドームの休日（テレビ朝日）
  - 夢の対決!!ビッグ4ペアマッチゴルフ（フジテレビ）
- 8日 - 新春!大相撲部屋別対抗歌合戦（フジテレビ）[注 23]
- 9日 - 究極!!日本のお金持ち2（テレビ朝日）
- 15日 - '91NHK青春メッセージ（NHK総合）
- 23日 - 第1回サントリー夢大賞スペシャル 夢・風にのれ!巨大風に乗って英仏海峡に挑む（TBS）
- 25日 - 激食!72時間耐久!大食い早食い王座決定戦（TBS）
- 29日 - 第5回オールスタープロ野球対抗歌合戦（フジテレビ）[注 23]
- 31日 - 春の蔵出しハプニング大放送II!あんなテレビこんなテレビ（日本テレビ）

2月
- 1日 - 今夜復活!!懐かしの爆笑バラエティー一挙公開!!（フジテレビ）

3月
- 26日 - クイズまるごと大集合（TBS）最終回

7月
- 20日〜21日 - FNSスーパースペシャル 1億2000万人のテレビ夢列島'91（フジテレビ）
- 27日〜28日 - 24時間テレビ14「愛は地球を救う」（一部ステレオ）（日本テレビ）

10月
- 2日 - 今夜だけ!御本家復活ザ・ベストテンスペシャル（ステレオ）（TBS）

11月
- 7日〜28日 - 史上最大!!第15回アメリカ横断ウルトラクイズ（日本テレビ）

12月
- 10日 - '91FNS歌謡祭（ステレオ）（フジテレビ）- この年から賞レースを取りやめ、歌謡ショー方式となる。
- 17日 - 笑って見ちゃおう!加トちゃん森口のスーパークリスマス（フジテレビ）
- 31日
  - 第42回NHK紅白歌合戦（ステレオ）（NHK総合・衛星第2）
  - 第33回日本レコード大賞（ステレオ）（TBS）
  - 年忘れにっぽんの歌（ステレオ）（テレビ東京）
- 31日〜1992年1月1日 - ゆく年くる年（NHK総合）

1年間で複数回放送された特番
- 1月1日、5月4日、10月5日 - 第32・33・34回欽ちゃんの全日本仮装大賞（ステレオ）（日本テレビ）
- 1月1日、4月6日、9月30日 - 第5・6・7回ビートたけしのお笑いウルトラクイズ（日本テレビ）
- 1月3日、5月28日、7月23日 - ダウンタウンのごっつええ感じ（フジテレビ）パイロット版[注 23]
- 1月3日、4月5日 - オールスター激突クイズ 当たってくだけろ!（TBS）
- 1月5日 - 警視庁潜入24時!!（テレビ朝日）
- 1月6日 - ムツゴロウとゆかいな仲間たち（フジテレビ）
- 1月10日 - 驚異!これが世界の怪奇現象だIII（日本テレビ）
- 1月11日、10月18日 - '91さんまのテレビの裏側全部見せます!!PART.9・10（フジテレビ）
- 1月27日〜9月19日 - 電子立国日本の自叙伝（NHK総合）全9回[注 25]
- 2月12日 - ドキッ!丸ごと水着女だらけの水泳大会（フジテレビ）
- 3月26日(2H・総集編)、5月14日(1.5H) - スターどっきり(秘)報告（フジテレビ）[注 23]
- 3月、6月、10月2日、12月24日 - 明石家サンタの史上最大のプレゼントショー（フジテレビ）
- 4月1日、9月30日 - '91FNS番組対抗!なるほど!ザ・春秋の祭典（フジテレビ）
- 4月2日、10月1日、12月3日 - 爆笑!オールスターものまね王座決定戦!!スペシャル（フジテレビ）[注 23]
- 4月2日、10月1日 - 特別企画 スター千一夜スペシャル（フジテレビ）
- 4月3日、10月2日 - スクープスペシャル（フジテレビ）

#### レギュラー番組のスペシャル版
- 1月1日
  - 新春ズームイン!!朝!（日本テレビ）
  - 初笑い!志村&田代の出ずっぱり90分（フジテレビ）
  - 関口宏のクイズ!わくわく動物大集合!!（ステレオ）（TBS）
  - 新春笑点スペシャル（ステレオ）（日本テレビ）
  - 爆笑!迎春ブッちぎり 所ジョージのオールスター自動車レース大賞（TBS）
- 1月2日
  - 皇室アルバム・新春特別番組（毎日放送）
  - シンクタンク大予測・どうなる′91日本経済（テレビ愛知）
  - 関口宏のサンデーモーニング新春スペシャル（TBS）
  - 鶴瓶の正月オールスター歌謡大作戦（ステレオ）（テレビ朝日）
  - '91新春特番なるほど!ザ・ワールドスペシャル（フジテレビ）
  - お正月SP 生放送・駅伝ZIP探偵団!（関西テレビ）
- 1月3日
  - クイズ!!ひらめきパスワード1時間スペシャル（ステレオ）（毎日放送）
  - 正月SP・三枝の大激闘スタジアム（関西テレビ）
  - 新春特番テレビ探偵団テレビCM大全集（TBS）
- 1月4日
  - 誘われて二人旅豪華版（テレビ朝日）
  - ギミア・ぶれいく新春別冊特別号（TBS）
  - '91CLUB紳助新春スペシャル（ABC）
  - タイム3スペシャル（フジテレビ）
- 1月5日
  - 渡辺篤史の建もの探訪スペシャル（テレビ朝日）
  - 新春全日本プロレススペシャル（ステレオ）（日本テレビ）
  - 蝶々・たけしの21世紀まで待てない!!新春スペシャル（よみうりテレビ）
- 1月6日
  - 知ってるつもり?!スペシャル（日本テレビ）
  - クイズ!!ひらめきパスワード新春スペシャル（ステレオ）（毎日放送）
- 1月25日 - プロ野球ニューススペシャル・オールスター名場面30年史（フジテレビ）
- 3月25日 - スター爆笑Q&Aスペシャル（よみうりテレビ）
- 3月29日、10月11日、12月27日 - ミュージックステーションSpecial（ステレオ）（テレビ朝日）
- 3月30日、10月12日、12月28日 - 大マジカル頭脳パワー!!スペシャルI・II・III（日本テレビ）
- 10月6日 - お笑いマンガ道場800回記念スペシャル16年目のワッショイ!!（中京テレビ）
- 12月27日 - G-STAGEスペシャル（ステレオ）（フジテレビ）※15分拡大
- 12月30日 - 笑っていいとも!年忘れ特大号（フジテレビ）

### 既存番組の音声多重化

#### ステレオ放送化
- 英語であそぼ（NHK教育）- 4月1日から[25]
- おはなしのくに（NHK教育）- 4月から[26]
- ふえはうたう（NHK教育）- 4月から[26]
- ゆかいなコンサート（NHK教育）- 4月から[26]
- フジテレビ月曜9時枠の連続ドラマ（月9）（フジテレビ）- 7月1日（『101回目のプロポーズ』第1回）から
- 天才クイズ（中部日本放送）- 10月5日から

#### 二か国語放送化
- 日本の伝統芸能（NHK教育）- 4月6日から[28]

## 各局のキャンペーン
- 「新しいルールとご一緒しませんか」（フジテレビ）
- 「やるテレビ。ぼくはリアルだ。TBS」（TBS）
- 「印象波」（テレビ朝日）